# Daphne de Bruin
Daphne de Bruin (Utrecht, 26 april 1963) is een Nederlands regisseuse, schrijfster en actrice.
De Bruin volgde van 1985 tot 1990 de regieopleiding aan de Amsterdamse Hogeschool voor de Kunsten. Ze werd in eerste instantie bekend door haar solovoorstelling Een onwillig zondagskind, waarvoor zij de tweede prijs in het Wim Sonneveld-concours kreeg. In haar werk als toneelschrijver richt ze zich vooral op bekende vrouweniconen, waarbij ze aan het algemeen bestaande beeld een andere wending geeft. Daarnaast heeft zij diverse stukken geregisseerd en speelt zij een rol in toneelstukken, al of niet van haar hand. De Bruin vormde samen met Paul Feld en Jeroen Kriek  en Don Duyns de artistieke kern van de Utrechtse theaterfirma Growing up in Public.  Deze theaterfirma produceerde meer dan 100 theatervoorstellingen in de periode 1989- 2009.
In 2008 richtte zij de organisatie Via Vinex (culturele projectontwikkelaars) op, samen met producent Joost de Groot. Zij ontwikkelen culturele concepten en projecten en richten zich vooral op Leidsche Rijn, Utrecht.
In 2009 openden zij De Vrijstaat, een kunst- en cultuurhuis voor Jong Utrecht, waar zij artistiek directeur is. Daarnaast werkt Daphne de Bruin als freelance actrice, schrijver en regisseur.

## Voorstellingen en publicaties
- 2008 Mrs God
- 2007 Kids on Fire
- 2006 De Vicky Vinex Roadshow
- 2005 The Bitch; in bed with Macbeth
- 2004 Vicky Vinex - internet soapserie
- 2004 Een nacht uit het leven van de stad (co-auteur)
- 2003 Eva (this is my life)
- 2003 Blind date (co-auteur met Don Duyns en Paul Feld)
- 2003 The Buddha Family
- 2002 scènes voor King A.
- 2000 Jezus; de epiloog
- 1999 Think Big; Minnie Mouse for President
- 1997 Madonna's Man
- 1997 Memoires van een Maagd
- 1996 Hofleveranciers
- 1995 Chez Salomé
- 1994 Darwins Dochter
- 1993 Wake up, Betty Boop
- 1992 Dolly Parton is dead
- 1992 Engelen hebben geen vleugels
- 1991 Koppig, Koppig
- 1991 Kimono
- 1990 Jij rijmt op mij, ik rijm op jou
- 1990 Een morsig mondje (solovoorstelling)
- 1989 De grot van de vergeten dingen
- 1989 Een onwillig zondagskind (solovoorstelling)

## Prijzen
- 1995 aanmoedigingsprijs Toneel Amsterdams Fonds voor de Kunst voor Chez Salomé
- 1989 Wim Sonneveldprijs (tweede)